# 짧은꼬리사탕수수쥐
짧은꼬리사탕수수쥐 또는 커먼사탕수수쥐(Zygodontomys brevicauda)는 비단털쥐과 아메리카사탕수수쥐속에 속하는 설치류의 일종이다. 코스타리카부터 파나마와 콜롬비아, 베네수엘라를 거쳐 기아나, 수리남 그리고 트리니다드 토바고를 포함한 브라질 북부 지역까지 분포한다. 3종의 아종이 알려져 있다. 많은 짧은꼬리사탕수수쥐는 베네수엘라출혈열과 같은 질병의 병원체이다.

## 아종
- Zygodontomys brevicauda brevicauda
- Zygodontomys brevicauda cherriei
- Zygodontomys brevicauda microtinus